# 3C 273
3C 273 là một Chuẩn tinh nằm tại trung tâm của một thiên hà hình elip khổng lồ trong chòm sao Xử Nữ. Đây là chuẩn tinh đầu tiên được xác định. 3C 273 là chuẩn tinh sáng nhất trên bầu trời khi nhìn từ Trái đất với cấp sao biểu kiến là 12,9. Khoảng cách đến 3C 273 là khoảng 2,4 tỷ năm ánh sáng. Khối lượng của lỗ đen siêu lớn ở trung tâm của nó gấp khoảng 886 triệu lần khối lượng Mặt trời.  

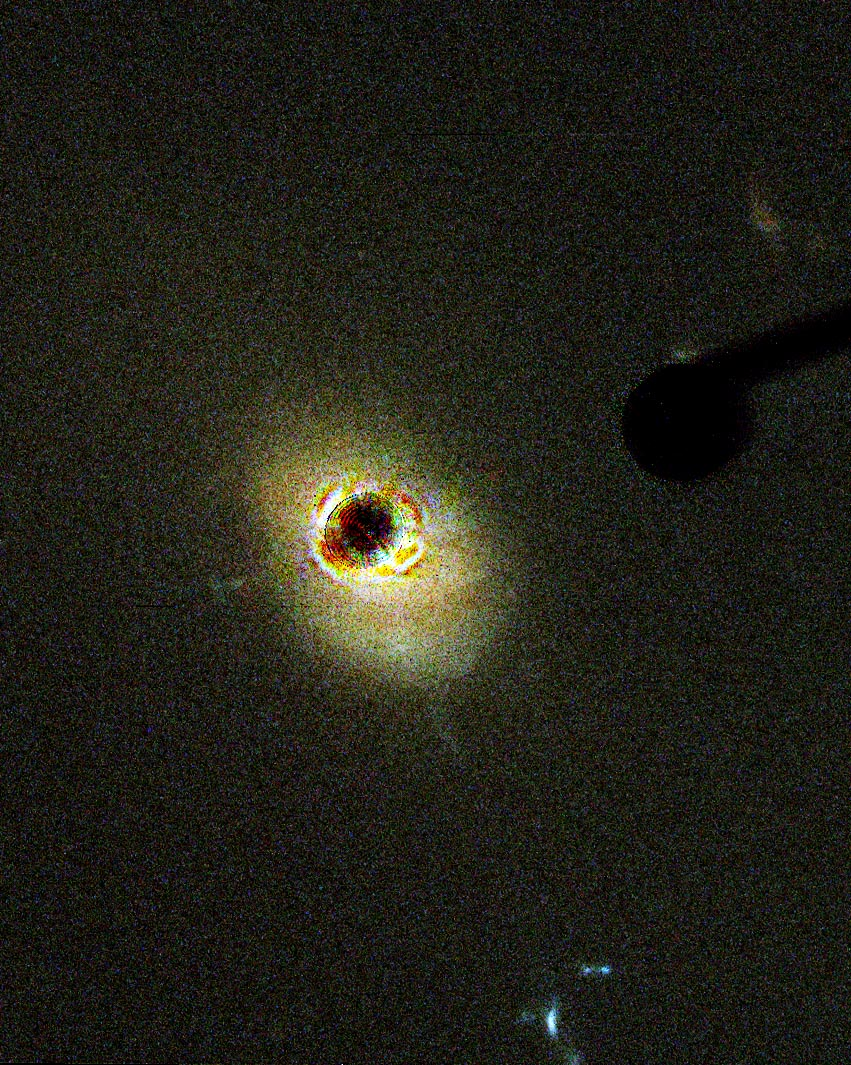
3C 273 được chụp bằng Camera khảo sát tiên tiến của Kính viễn vọng Không gian Hubble. Ánh sáng từ hạt nhân chuẩn tinh bị chặn bởi một vành đai màu vàng để có thể dễ dàng nhìn thấy thiên hà chủ xung quanh hơn: NASA / ESA

## Quan sát
3C 273 có thể nhìn thấy từ tháng 3 đến tháng 7 ở cả bán cầu bắc và bán cầu nam . Nằm trong chòm sao Xử Nữ, nó đủ sáng để có thể quan sát bởi các nhà thiên văn nghiệp dư sử dụng kính thiên văn cỡ lớn . Một phần do độ sáng vô tuyến của nó và việc nó được phát hiện là chuẩn tinh đầu tiên được xác định.
Với khoảng cách của nó tới Trái đất và cường độ thị giác, 3C 273 là thiên thể xa nhất mà các nhà thiên văn nghiệp dư bình thường có thể nhìn thấy qua kính viễn vọng của họ.

## Đặc điểm
3C 273 là chuẩn tinh sáng nhất về mặt quang học trên bầu trời khi nhìn từ Trái đất, với cấp sao biểu kiến là 12,9 và là một trong những chuẩn tinh gần nhất với dịch chuyển đỏ là,z= 0,158. Khoảng cách của 3C 273 có thể tính được từ z là khoảng 2,4 tỷ năm ánh sáng.Nó cũng là một trong những chuẩn tinh sáng nhất được biết đến, với cấp sao tuyệt đối là −26,7, nghĩa là nếu nó ở gần như Pollux (khoảng 10 parsec) thì nó sẽ xuất hiện với độ sáng tương đương Mặt Trời. Vì cấp sao tuyệt đối của Mặt trời là 4,83, điều đó có nghĩa là 3C 273 sáng hơn Mặt trời 4 nghìn tỷ lần ở bước sóng khả kiến. 
Độ sáng của 3C 273 thay đổi ở hầu hết mọi bước sóng từ sóng vô tuyến đến tia gamma trong khoảng thời gian từ vài ngày đến hàng thập kỷ. Sự phân cực có hướng trùng hợp đã được quan sát thấy khi ánh sáng vô tuyến, hồng ngoại và quang học được phát ra từ một tia phản lực quy mô lớn ; do đó, những phát thải này gần như chắc chắn có bản chất là synchrotron. Các quan sát vô tuyến VLBI của 3C 273 đã tiết lộ chuyển động riêng của một số nguồn phát vô tuyến, gợi ý thêm về sự hiện diện của các tia vật chất đối tính .
Đây là nguyên mẫu của Hạt nhân Thiên hà Hoạt động , chứng tỏ rằng năng lượng được tạo ra thông qua sự bồi tụ của một lỗ đen siêu lớn . Không có nguồn vật lý thiên văn nào khác có thể tạo ra năng lượng quan sát được. Khối lượng của Lỗ đen siêu lớn ở trung tâm của 3C 273 đo được là 886 ± 187 triệu khối lượng mặt trời thông qua lập bản đồ phản xạ đường phát xạ rộng .